# كلادريبين
الكلادريبين (بالإنجليزية: Cladribine) دواء يُباع تحت أسماء تجارية عديدة أشهرها لوستاتين، ويُستخدم لعلاج سرطان الدم مشعر الخلايا وابيضاض الدم اللمفاوي المزمن بالخلايا البائية. يُستطب استخدام المنتج التجاري للكلادريبين «مافينكلاد» لعلاج البالغين المصابين بالشكل عالي الفعالية من التصلب المتعدد الناكس الهاجع. ينتمي الدواء (ذو التركيب 2-كلورو-2'-أدينوزين منزوع الأكسجين) إلى نظائر البيورين التي تستهدف الخلايا اللمفاوية الكامنة وراء التصلب المتعدد وابيضاض الدم بالخلايا البائية وتثبطها انتقائيًا. يحاكي هذا الدواء الأدينوزين النيوكليوسيدي في بنيته الكيميائية، لكنه يملك مقاومةً نسبيةً للتفكك بإنزيم نازع أمين الأدينوزين ما يسبب تراكمه في الخلايا المستهدفة وتداخله مع قدرتها على معالجة الدنا.
تقبط الخلايا الكلادريبين عبر البروتينات الناقلة، وحالما يدخل الخلية، يخضع هذا الدواء للفسفرة بإنزيم كيناز سيتيدين منزوع الأكسجين (دي سي ك) لإنتاج أحادي النكليوتيد 2-كلورو ثنائي أكسي أدينوزين 5' أحادي الفوسفات (2-سي دي إيه إم بي) الذي يخضع تاليًا للفسفرة إلى المركب النشط ثلاثي الفوسفور 2-كلورو أدينوزين منزوع الأكسجين 5' ثلاثي الفوسفات (2-سي دي إيه تي بّي).
يندمج الكلادريبين النشط بالدنا الخلوي، وهذا يحرض الاستماتة الخلوية. يعتمد تراكم الدواء في الخلية على معدل وجود «2 سي دي إيه تي بّي» وإنزيم 5' نكليوتيداز (5' إن تي) اللذين يفككان هذا المركب ويثبطانه. يختلف معدل وجودهما بين الأنماط الخلوية، إذ يكون تركيزهما مرتفعًا في الخلايا اللمفاوية التائية والبائية، وهذا يجعلها هدفًا انتقائيًا للكلادريبين. بالمقابل، تنخفض نسبة «كلورو ثنائي أكسي أدينوزين 5' أحادي الفوسفات»:«5' نكليوتيداز» في الخلايا الأخرى، وبذلك يعف الدواء عن العديد من الخلايا غير الدموية.

## الاستخدامات الدوائية
يمثل كلادريبين الخط الأول والثاني في علاج ابيضاض الدم بالخلايا المشعرة وابيضاض الدم اللمفاوي المزمن بالخلايا البائية، ويمكن إعطاؤه بالطريق الوريدي أو حقنًا تحت الجلد. استخدم بعض الباحثين الشكل الوريدي فمويًا لعلاج المصابين بسرطان الخلايا المشعرة، إذ يبلغ توافره الحيوي بالطريق الفموي 37-51%. يُستخدم الدواء برفقة عوامل أخرى سامة للخلايا لعلاج أنماط عديدة من كثرة المنسجات مثل متلازمة اردهايم تشيستر وكثرة المنسجات لخلايا لانغر هانز.
نالت مضغوطات الكلادريبين التصريح التسويقي بحلول عام 2020 في أكثر من 75 دولةً بعد موافقة وكالة الأدوية الأوروبية على استخدامها لعلاج البالغين المصابين بالتصلب المتعدد الهاجع الناكس عام 2017. في عام 2019، وافقت إدارة الغذاء والدواء الأمريكية على استخدام الكلادريبين لعلاج الأشكال الناكسة من التصلب المتعدد، وشمل هذا الاستخدام الشكل الهاجع الناكس والشكل المترقي الثانوي النشط لدى البالغين الذين لم يستجيبوا كفايةً للأدوية البديلة المستطبة لعلاج هذا المرض أو لم يتحملوا استخدامها.
قد يسبب الكلادريبين أذًى جنينيًا عند إعطائه للحوامل، وبذلك تصنفه إدارة الغذاء والدواء ضمن الفئة «دي» من أدوية الحمل. لم يتضح بعد مدى أمانه وفعاليته عند الأطفال.

## آلية العمل
ينتمي الكلادريبين (2-كلورو-2'-أدينوزين منزوع الأكسجين) إلى النظائر البيورينية، وبالتالي تقبطه الخلايا سريعة التكاثر مثل اللمفاويات البائية والتائية ليدخل في اصطناع مادتها الوراثية. يحاكي هذا الدواء مركب نوكليوتيد الأدينوزين في بنيته الكيميائية، لكنه يمتاز بامتلاك جزيء كلورين في الموقع 2، ما يجعل منه مقاومًا لإنزيم نازع أمين الأدينوزين. يسبب هذا تراكم الدواء ضمن الخلايا وتداخله مع قدرة الخلايا المستهدفة على معالجة الدنا.
يُقبط الكلادريبين بواسطة بروتينات نوعية ناقلة للنوكليوزيد، وحالما يدخل الخلايا، يخضع الدواء للفسفرة عبر إنزيم كيناز السيتيدين منزوع الأكسجين (دي سي ك) لإنتاج أحادي نوكليوتيد 2-كلورو أدينوزين منزوع الأكسجين 5' أحادي الفوسفات (2-سي دي إيه إم بي)، وبالتالي يُفسفر إلى مركب نشط ثلاثي الفوفسات يُطلق عليه 2-كلورو أدينوزين منزوع الأكسجين 5' ثلاثي فوسفات (2-سي دي إيه تي بّي).
يدخل الكلادريبين النشط ضمن سبيل اصطناع الدنا، فيعيق إصلاحه واصطناعه، ما يؤدي إلى تراكم نواتج تحطم شريط المادة الوراثية. يُتبع ذلك بتنشيط عامل النسخ «بّي 53» وتحرير السيتوكروم سي من المتقدرات انتهاءً بالموت الخلوي المبرمج (الاستماتة الخلوية). تحدث هذه العملية على مدى شهرين تقريبًا، ويبلغ التدهور الخلوي أوجه خلال 4-8 أسابيع من العلاج.
تملك مجموعة أخرى من الإنزيمات يُطلق عليها عائلة «5' نوكليوتيداز» القدرة على نزع فسفرة الكلادريبين وتثبيط فعاليته، وتُعد إنزيمات العصارة الخلوية 5' نوكليوتيداز و«سي-5 إن سي تي 1 إيه» (c-5NCT1A) و«سي-إن تي 1 بي» (c-5NCT1A) أهم المجموعات الفرعية ضمنها، وهي مركبات نوعية لنظائر البيورين وتنشط ضمن العصارة الخلوية.
يعتمد تراكم كلادريبين ضمن الخلايا على نسبة «كلورو ثنائي أكسي أدينوزين 5' أحادي الفوسفات»:«5' نكليوتيداز»، ويختلف هذا تبعًا للنمط الخلوي، فتكون مرتفعةً في اللمفاويات البائية والتائية، وبذلك تكون هذه الخلايا أكثر عرضةً للموت الخلوي. تُعد الخلايا البائية صاحبة النسبة الأعلى خاصةً ذات المركز المنتش والخلايا غير البالغة. يساعد هذا على تحديد الخلايا البائية الأكثر عرضةً للاستماتة الخلوية المتواسطة بالكلادريبين. يُعد «دي سي ك» إنزيمًا محددًا لمعدل تحول طليعة الدواء إلى شكله النشط ثلاثي الفوسفات، ما يقود إلى تناقص انتقائي في تعداد الخلايا البائية والتائية المنقسمة وغير المنقسمة. بالمقابل، تكون نسبة «سي دي إيه تي بّي» إلى «5'-إن تي» منخفضةً نسبيًا في الأنماط الخلوية الأخرى، وبالتالي تعف التأثيرات الدوائية عن العديد من الخلايا غير الدموية.
في التصلب المتعدد، تُعزى فعالية الكلادريبين إلى استهلاك الخلايا البائية خاصةً الذاكرة منها. في المرحلة الثالثة الأساسية من التجربة السريرية على استخدام الكلادريبين الفموي في علاج التصلب المتعدد تحت اسم «كلاريتي»، خفض الدواء الخلايا البائية المحيطية انتقائيًا بنسبة 80%، بينما انخفضت الخلايا التائية الحاملة لمستقبلات سي دي 8+ بنسبة 40-45%، والتائيات الحاملة لمستقبلات سي دي 8+ بنسبة 15-30%. أظهر الكلادريبين حديثًا قدرةً على تحريض تثبيط انتقائي طويل الأمد لبعض الأنماط الفرعية من الخلايا البائية وخاصةً الخلايا البائية الذاكرة.
رغم انتقائية الكلادريبين للخلايا اللمفاوية البائية، لا يمكن تفسير التثبيط طويل الأمد للمفاويات البائية الذاكرة التي قد تساهم في تأثيراته على داء التصلب المتعدد بالتعبير الجيني أو البروتيني. يبدو أن الكلادريبين يستنفد جميع أنماط الخلايا البائية، لكن الخلايا غير الناضجة تنتقل بسرعة خارج الأعضاء اللمفاوية، بينما تتجمع مجموعات البائيات الذاكرة ببطء من نخاع العظم (وهذا ما يساهم في زيادة استنفادها). ينتمي كل من ابيضاض الدم مشعر الخلايا وابيضاض الدم اللمفاوي المزمن بالخلايا البائية إلى أنماط سرطانات الدم بائية الخلايا.